# 애반레코드
애반레코드(Evan Records/愛盤 레코드)는 서울특별시 삼성동 무역센터 지하 코엑스몰에 위치한 음반 및 DVD 소매점이다. 법인 명칭은 주식회사 뮤직소프트 (Musicsoft Co.Ltd.,)이다. 한국에 존재하는 단일 음반 전문매장으로는 가장 큰 규모를 자랑하는 것으로 알려져 있다. 또한 타 음반매장과 달리 전 상품의 디스플레이가 전면진열로 되어있어 음반 및 DVD의 커버를 한눈에 볼 수 있는 특징을 가지고 있다.
'에반' 혹은 '에반스'라고 자주 불리기도 하지만, 공식 명칭은 [애반레코드]이다. 점포명의 유래는 한자인 사랑(愛: 애)와 레코드(LP/CD)의 둥그런 형상인 쟁반(盤: 반)에서 딴 합성어인 애반이라는 합성어로 명명되었다. 2000년 5월 코엑스몰의 개장과 함께 개점하였으며 주변 점포로는 반디앤루니스, 메가박스 등이 있다. 점포 맞은 편에 위치한 [이벤트 코트]에서는 주기적으로 국내/외 다양한 뮤지션들의 사인회를 개최하기도 한다.

## 주요 품목
- 음악 CD, SACD (가요, 팝, 재즈, 클래식, 뉴에이지, 월드, 동요, 종교, 기능성, O.S.T. 등)
- 영상 DVD, DVD-Audio, Blu-Ray, 3D Blu-Ray (영화, 가요, 팝, 재즈, 클래식)

## 기타
- 2007년 5월부터 온라인 웹 스토어를 시작하였으나, 운영 5년만인 2012년 12월 서비스를 종료하였다.
- 2008년 11월 10일 이색적으로 K-Pop 그룹 '신화'의 멤버 김동완의 [악수회]가 진행되었다.
- 2009년 10월 14일에 진행된 미국의 팝스타 머라이어 캐리의 팬 사인회는 안전상의 이유로 대부분의 사인회를 진행했던 이벤트 코트가 아닌 매장 내에서 진행되었다.
- 2011년 12월 매장 내에 SM 엔터테인먼트 머천다이징 전문업체인 '에브리싱'(Everysing)이 입점/ 운영중이다.
- MC(카셋트 테이프), LP는 판매하지 않는다.